# Чугуны (Нижегородская область)
Чугуны́ — село в Воротынском районе Нижегородской области на реке Чугунка, административный центр Чугуновского сельского поселения.
Крупнейшее предприятие села и Воротынского района в целом — Чугуновский спиртзавод — один из крупнейших поставщиков ликёро-водочных заводов Нижегородской области. В связи с крупной задолженностью завода перед своими рабочими, был закрыт в конце 2011 года; в 2021 году его выкупила компания «Beluga group», и ппроина заводе снова запустилось.

## Население
| 2002 | 2010 |
| ---- | ---- |
| 414  | ↘314 |

## История
В переписной книге Нижегородского уезда 1646 года князя И. Ф. Шаховского и подьячего П. Симонова по Закудемскому стану, читаем: «да к селу Бармину сверхь писцовых книг Дмитрия Лодыгина с товарищи объявилось сел и деревень, и починков: д. Чегуна…» (л. 396—398 об.). Название села происходит от реки Чугунки или по-мордовски Чукинки (священная, молебная). По данным Переписной книги Закудемского стана за 1677/1678 годы, в деревне Чегуна проживало лиц мужского пола 106 человек. С момента основания до 1679 года деревня принадлежала князю Ивану Алексеевичу Воротынскому, затем в течение 21 года находилась в ведении дворцового управления, а в 1700 году Барминская волость со всеми селами и деревнями (включая и Чугуны) Петром Первым была пожалована Фёдору Алексеевичу Головину «за многою и радетельную службу». В 1720 году «морского флота капитан поручик граф Николай Федоров сын Головин свое в Нижегородском уезде в Барминской волости село Фокино с селы и с деревнями в числе коих и Чугуны … и о всеми угодьями … продал за тридцать тысяч рублев сибирский железных заводов камисару Никите Демидову сыну Демидову». После этого Демидов был «возведён и пожалован в благородное дворянское достоинство». В 1728 году Акинфий Никитич выстроил на реке Чугунке три чугунолитейных завода. Верхнечугунский находился выше средней школы. Для выплавки чугуна потребовалось много угля, и в этот период были вырублены окрестные дубовые леса. Тем не менее болотная руда через 60 лет закончилась, и заводы закрыли. Правнук Никиты Лев Прокофьевич, мало интересовавшийся заботами вотчин и заводов, продал в 1796 году Чугуновские земли и людей генералу Николаю Петровичу Мильгунову. Некоторое время Чугуновское имение принадлежало его вдове, Валентине Ивановне. Затем в права вступили сыновья. В это время возведён барский дом, и село разрасталось. На средства жителей и помещика 26 ноября 1803 года (н. ст.) возведена и освящена церковь, так деревня стала селом. По данным VIII ревизской переписи населения от 1834 года, в селе Чугуны проживало 1088 крестьян и 37 дворовых людей, а согласно календарю Нижегородского епархиального управления за 1888 год, в Чугунах было 1558 человек, из них 703 мужчины и 855 женщин, в том числе 42 раскольника (21 мужчина и 21 женщина). Улицам в то время присвоили имена братьев Мильгуновых: Николаевская, Павловская, Петровская. С 1837 года Чугуновское имение по частям выкупил Сергей Васильевич Зыбин, и до 1918 года хозяевами Чугунов стали богатые нижегородские землевладельцы Зыбины. С момента основания города-крепости Васильсурска по чугуновской земле, а затем по улицам села проходила многолюдная дорога из центра страны на Казань, затем Урал, Сибирь и Дальний Восток.
17 мая 1798 года в Чугунах останавливался на завтрак император Павел I сыновьями. С 15 на 16 сентября 1833 года в селе ночевал А. С. Пушкин (в память события в селе установлена мемориальная доска).

## Известные уроженцы
- Лежнетев, Сергей Никифорович — актёр Николаевского (Нижний Новгород) и Малого театров (Москва)
- Криворотов, Иван Алексеевич — главный хирург Калининского и Прибалтийского фронтов в Великой Отечественной войну.